# Eberhard Hofmann
Eberhard Hofmann (* 19. April 1930 in Chemnitz) ist ein deutscher Biochemiker. Er wirkte ab 1961 als Professor an der Medizinischen Akademie Magdeburg und von 1965 bis 1997 an der Universität Leipzig, an der er ab 1967 auch Direktor des Instituts für Physiologische Chemie war. Schwerpunkt seiner wissenschaftlichen Arbeiten, für die er unter anderem 1977 in die Akademie der Wissenschaften der DDR und 1980 in die Leopoldina aufgenommen wurde, war die Enzymologie.

## Leben
Eberhard Hofmann wurde 1930 in Chemnitz geboren und studierte von 1948 bis 1956 Biologie und Chemie an der Ernst-Moritz-Arndt-Universität Greifswald sowie an der Humboldt-Universität zu Berlin, an der unter anderem Samuel Mitja Rapoport zu seinen akademischen Lehrern zählte. Nach der Promotion im Jahr 1956 an der Humboldt-Universität wurde er nach Tätigkeiten als Assistent beziehungsweise Oberassistent am dortigen Physiologisch-Chemischen Institut der medizinischen Fakultät 1959 für das Fach Biochemie habilitiert.
Anschließend ging er an die Medizinische Akademie Magdeburg, an der er ab 1960 als Dozent sowie ab 1961 als Professor für Biochemie und als Direktor des neugegründeten Physiologisch-Chemischen Instituts fungierte. 1965 wechselte er an die Universität Leipzig, an der er als Nachfolger von Erich Strack eine Professur mit Lehrstuhl für Biochemie erhielt und zwei Jahre später auch die Leitung des Institut für Physiologische Chemie übernahm. Diese Funktion hatte er bis zu seiner Emeritierung im Jahr 1997 inne.
Für den Kulturbund der DDR gehörte er während der vierten Wahlperiode von 1963 bis 1967 der Volkskammer an.

## Wissenschaftliches Wirken
Eberhard Hofmann veröffentlichte rund 250 wissenschaftliche Publikationen und widmete sich insbesondere enzymologischen Fragestellungen. So beschäftigte er sich mit dem oxidativen Stoffwechsel im Rahmen der Reifung von Retikulozyten zu Erythrozyten sowie mit dem Pasteur-Effekt und dem Warburg-Effekt in Aszites-Tumorzellen und untersuchte dabei insbesondere die Enzyme Phosphofruktokinase und Pyruvatkinase. Spätere Arbeiten betrafen die molekularen Grundlagen der Enzyminduktion in der Leber sowie die mathematische Modellierung von Enzymsystemen.

## Auszeichnungen
Eberhard Hofmann war ab 1977 korrespondierendes sowie ab 1980 ordentliches Mitglied der Akademie der Wissenschaften der DDR und gehört darüber hinaus seit 1980 der Deutschen Akademie der Naturforscher Leopoldina an. Im Jahr 1976 erhielt er den Nationalpreis der DDR und 1989 den Ehrentitel Hervorragender Wissenschaftler des Volkes. 2011 erhielt er die Verdienst-Medaille der Leopoldina.

## Werke (Auswahl)
- Dynamische Biochemie. Teil 1: Eiweisse und Nucleinsäuren als biologische Makromoleküle. Berlin 1966, 1970, 1975, 1979 (Neuauflage 1984 unter dem Titel Die stofflichen Grundlagen des Lebens)
- Dynamische Biochemie. Teil 2: Enzyme und energieliefernde Stoffwechselreaktionen. Berlin 1966, 1970, 1975 (Neuauflagen 1979 und 1984 unter dem Titel Enzyme und Bioenergetik)
- Dynamische Biochemie. Teil 3: Intermediärstoffwechsel. Berlin 1971 (Neuauflagen 1976 unter dem Titel Der Stoffwechsel lebendiger Systeme und seine Regulation sowie 1979 und 1984 unter dem Titel Der Stoffwechsel)
- Dynamische Biochemie. Teil 4: Grundlagen der Molekularbiologie und Regulation des Zellstoffwechsels. Berlin 1972 (Neuauflagen 1977 unter dem Titel Biochemie der Vererbung, Differenzierung und anderer Zellfunktionen sowie 1979 und 1986 unter dem Titel Zellbiochemie)
- Funktionelle Biochemie des Menschen. Zwei Bände. Berlin 1978, 1981, 1985, 1990/1991; außerdem Braunschweig und Wiesbaden 1979 (Lizenzausgabe)
- Die physiologische Chemie in Leipzig: Geschichte und Gegenwart. Beucha 1996 (als Mitautor)
- Medizinische Biochemie systematisch. Bremen 1996, 1999, 2001, 2006